# Los ojos verdes
Los ojos verdes (en català Els ulls verds) és una de les llegendes de Gustavo Adolfo Bécquer. Es troba recopilada en el llibre Rimas y Leyendas. El tema de la llegenda és el fracàs de l'amor o el desengany amorós.

## Resum de la història
La llegenda comença quan un dels criats de Don Fernando de Argensola està perseguint un cérvol i aquest es perd bosc endins. Quan Don Fernando hi arriba i veu que han perdut el cérvol que ell havia deixat malferit, ordena que el persegueixin, però els criats s'hi neguen, bo i argumentant que a dins d'aquell bosc hi ha una font on habita el diable. Don Fernando, tot i les advertències dels seus criats, s'endinsa al bosc. A la segona part, Don Fernando, que ja ha tornat del bosc, explica al seu criat Íñigo que a la font va veure uns ulls verds dels quals s'ha enamorat, i que no restarà tranquil fins que trobi la dona a la qual pertanyen.
Així doncs, sense fer cas de les advertències d'Íñigo, se'n va a buscar la dona a la font on va veure els ulls; un cop allà, hi troba una dona ―que se suposa que és el diable―. Llavors, la dona li diu que ella l'estima, i Don Fernando s'hi va acostant cada vegada més, fins que cau a la font i s'ofega.